# Maja Benedičič
Maja Benedičič (ur. 27 stycznia 1982 roku) – słoweńska biegaczka narciarska. Była uczestniczką Mistrzostw świata w narciarstwie klasycznym w Oberstdorfie (2005) oraz Libercu (2009), a także Zimowych Igrzysk Olimpijskich w Turynie (2006).

## Osiągnięcia

### Igrzyska olimpijskie
| Miejsce | Dzień     | Rok  | Miejscowość | Konkurencja                          | Czas biegu  | Strata      | Zwyciężczyni         |
| ------- | --------- | ---- | ----------- | ------------------------------------ | ----------- | ----------- | -------------------- |
| 39.     | 12 lutego | 2006 | Pragelato   | 15 km bieg łączony                   | 46:51,1 min | +4:02,4 min | Kristina Šmigun-Vähi |
| 14.     | 14 lutego | 2006 | Pragelato   | sprint drużynowy techniką klasyczną  | -           | -           | Szwecja              |
| 65.     | 16 lutego | 2006 | Pragelato   | 10 km stylem klasycznym              | 33:41,3 min | +5:49,9 min | Kristina Šmigun-Vähi |
| DNF     | 24 lutego | 2006 | Pragelato   | 30 km stylem dowolnym (start masowy) | -           | -           | Kateřina Neumannová  |

### Mistrzostwa świata
| Miejsce | Dzień     | Rok  | Miejscowość | Konkurencja                            | Czas biegu    | Strata      | Zwyciężczyni        |
| ------- | --------- | ---- | ----------- | -------------------------------------- | ------------- | ----------- | ------------------- |
| 31.     | 17 lutego | 2005 | Oberstdorf  | 10 km stylem dowolnym                  | 29:20,5 min   | +2:52,9 min | Kateřina Neumannová |
| 31.     | 19 lutego | 2005 | Oberstdorf  | 15 km bieg łączony                     | 45:20,0 min   | +3:03,2 min | Julija Czepałowa    |
| 53.     | 22 lutego | 2005 | Oberstdorf  | sprint stylem klasycznym               | 2:38,31 min   |             | Emilie Öhrstig      |
| 39.     | 26 lutego | 2005 | Oberstdorf  | 30 km stylem klasycznym (start masowy) | 1:36:03,8 h   | +8:58,0 min | Marit Bjørgen       |
| 41.     | 28 lutego | 2009 | Liberec     | 30 km stylem dowolnym (start masowy)   | 1:24:39,7 min | +8:29,1 min | Justyna Kowalczyk   |